# Kupferstichkabinett Berlin

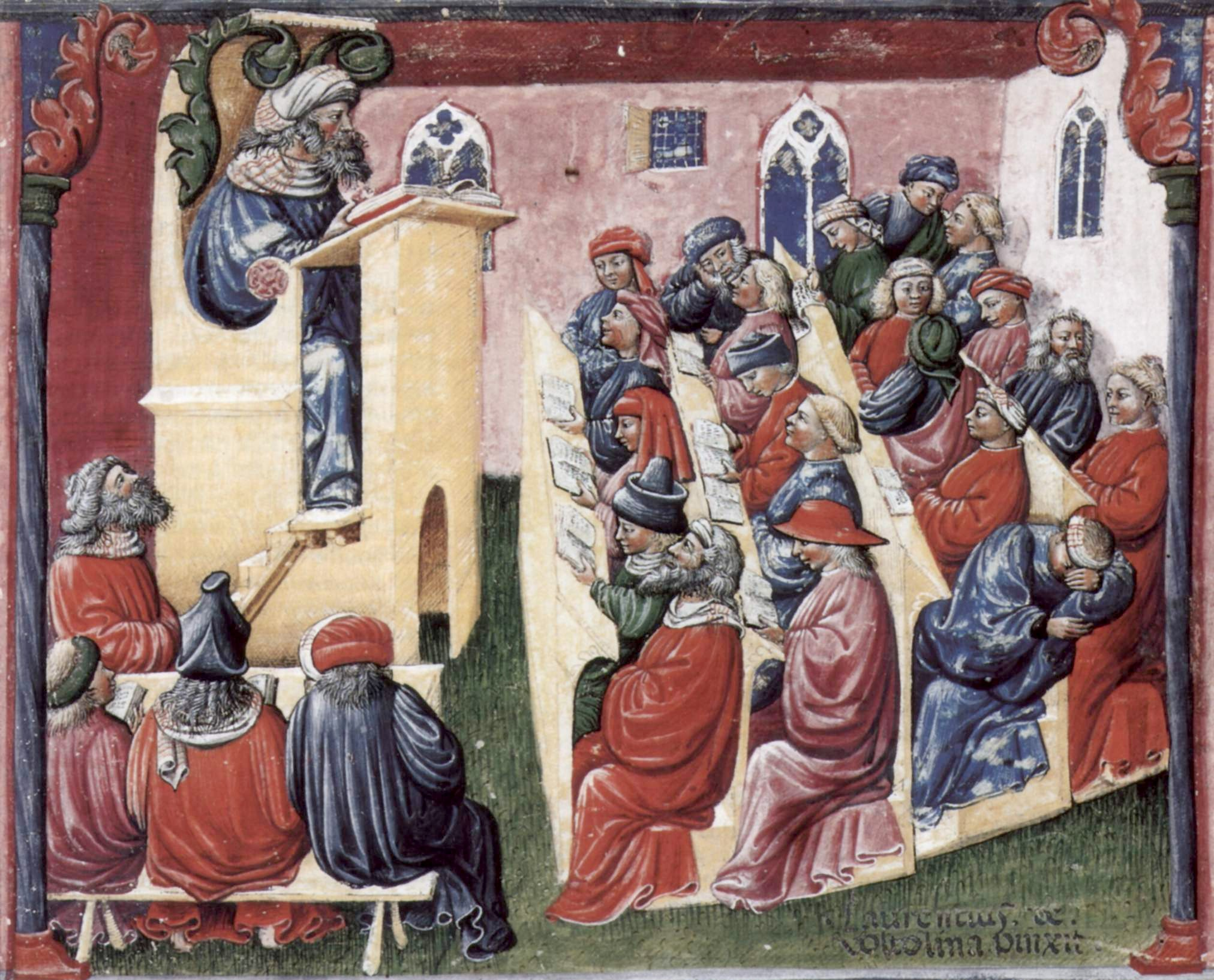
Laurentius de Voltolina: Henricus de Alemannia vor seinen Schülern (2e helft 14e eeuw) - boekillustratie School van Bologna

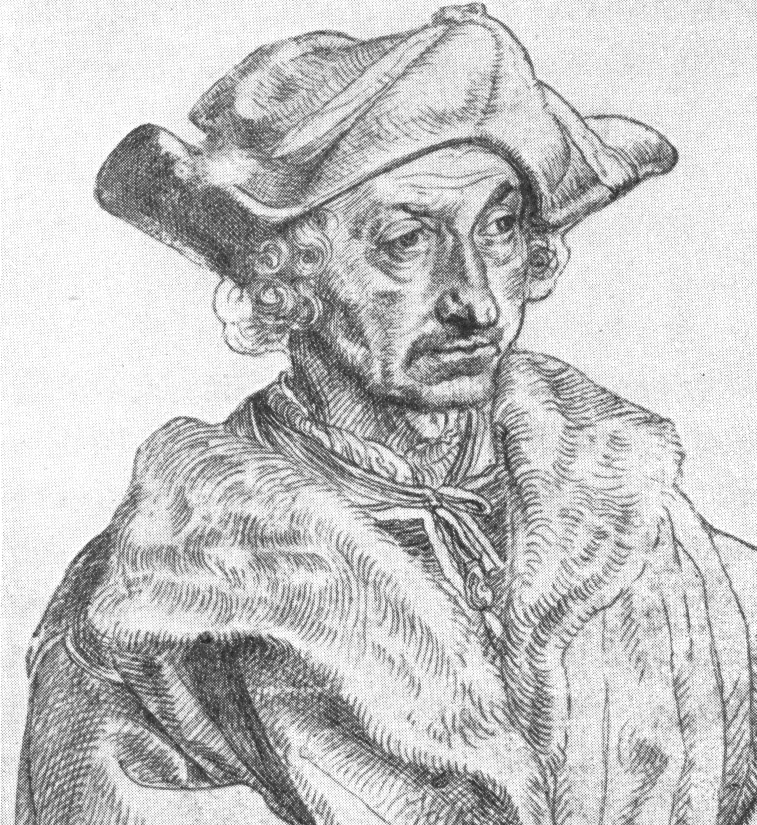
Albrecht Dürer: Sebastian Brant (1521)

Het Kupferstichkabinett is een museum/prentenkabinet van tekeningen, gravures, etsen en andere grafische werken in de Duitse hoofdstad Berlijn. Het museum maakt deel uit van het Kulturforum Berlin aan de Potsdamerstraße in de wijk Berlin-Tiergarten en behoort tot de Staatliche Museen zu Berlin.

## Geschiedenis
De oorsprong van de collectie ligt in 1652, toen de Keurvorst van Brandenburg Frederik Willem I (bijgenaamd De grote Keurvorst) zo'n 2500 tekeningen en aquarellen verwierf voor de Hofbibliothek. De stichting van het huidige Kupferstichkabinett vond plaats in 1831, waarna het verzamelen van grafische werken doelbewuster werd aangepakt. Vooral door de aankoop van grote privé-collecties gedurende de negentiende eeuw groeide de verzameling enorm, waarmee de fundering werd gelegd voor de grootste verzameling van Duitsland.
Vanaf 1986 bevindt de collectie tekeningen van de Nationalgalerie zich eveneens in het Kupferstichkabinett. In 1994 verhuisde het museum naar zijn nieuwe vestigingsplaats, het Kulturforum in Berlin-Tiergarten, waar thans de complete collectie in wisseltentoonstellingen is te zien.

## Collectie
De collectie grafische werken, tekeningen, gravures, etsen, aquarellen, handschriften, boekillustraties en olieschetsen, die geldt als een van de vier belangrijkste collecties ter wereld, omvat meer dan 600.000 werken. Hieronder bevinden zich werken van de grote meesters 
John Armleder
Sandro Botticelli, 
Pieter Bruegel de Oude,
Albrecht Dürer, 
Olafur Eliasson,
Matthias Grünewald,
Maarten van Heemskerck,
Hans Holbein de Jonge,    
Adolph von Menzel, 
Pablo Picasso, 
Rembrandt van Rijn,
Karl Friedrich Schinkel, 
en
Andy Warhol.
De collectie bestrijkt alle periodes van de middeleeuwen tot de huidige tijd. Daar bevindt zich o.a. ook het 15de-eeuwse getijdenboek (met prachtige miniaturen) van Maria van Bourgondië en Maximiliaan (Preuss. Kulturbesitz, Kupferstichkab., 78 B 12 / Das Berliner Stundenbuch der Maria von Burgund und Kaiser Maximilians). De collectie omvat werk van kunstenaars uit Italië, Duitsland, Nederland, Frankrijk, Engeland en van de jongste periode ook de Verenigde Staten. De jongste periode toont werk van de kunststromingen: klassiek modern, pop-art, conceptuele kunst en minimal art. Voorts bezit het museum een ruime collectie werk van hedendaagse Berlijnse kunstenaars.